# 關谷清景

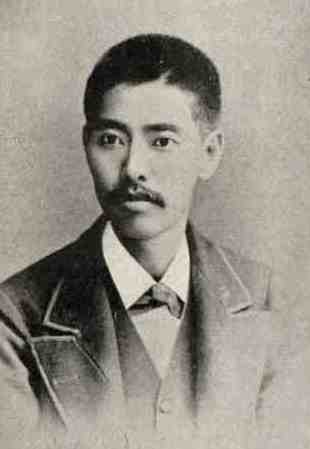
Sekiya Seikei

關谷清景（日语：関谷 清景，1854年—1896年）是日本第一位地震学家。出生於美濃國（岐阜縣）。東京大學教師。從五位受位者。

## 外部連結
- 世界で初めての地震学の教授 関谷清景 - 岐阜縣圖書館（日语：岐阜県図書館）（日語）